# Scalesia
Scalesia, biljni rod iz porodice glavočika (Compositae) smješten u podtribus Helianthinae, dio tribusa Heliantheae.
Rod Scalesia (engleski nazivan “Stabla tratinčice”) je rod drvenastih biljaka iz obitelji Asteraceae. Porijeklom su s otočja Galapagos. Cvijeće ovih vrsta posjećuju pčele roda Xylocopa, poznate kao “pčele stolari” i “pčele drvarice”, vrsta Lepidanthrax tinctus i endemski moljac sa Galapagosa Atteva hysginiella

## Vrste
1. Scalesia affinis Hook.f.
2. Scalesia aspera Andersson
3. Scalesia atractyloides Arn.
4. Scalesia baurii B.L.Rob. & Greenm.
5. Scalesia cordata A.Stewart
6. Scalesia crockeri J.T.Howell
7. Scalesia divisa Andersson
8. Scalesia gordilloi O.J.Hamann & Wium-And.
9. Scalesia helleri B.L.Rob.
10. Scalesia incisa Hook.f.
11. Scalesia microcephala B.L.Rob.
12. Scalesia pedunculata Hook.f.
13. Scalesia retroflexa Hemsl.
14. Scalesia stewartii L.Riley
15. Scalesia villosa Stewart & J.T.Howell

## Sinonimi
- Zemisne O.Deg. & Sherff; Amer. J. Bot. 22: 708 (1935)